# Stary Młyn (Makoszyn)
Stary Młyn – część wsi Makoszyn w Polsce, położona w województwie świętokrzyskim, w powiecie kieleckim, w gminie Bieliny.
W latach 1975–1998 Stary Młyn administracyjnie należał do województwa kieleckiego.